# Nit d'estrena
Nit d'estrena (títol original en anglès Opening Night) és una pel·lícula estatunidenca dirigida el 1977 per John Cassavetes. Ha estat doblada al català.
Una altra mostra de l'estil absorbent de l'autor, que també és guionista i coprotagonista d'aquest visceral i penetrant estudi psicològic. Nit d'estrena és un exemple de l'obra de John Cassavetes com a director, el qual ha estat considerat el pare del cinema independent. Vint anys després de la seva mort, el concepte de cinema independent ha evolucionat, però ha quedat una obra forta, intensa i colpidora.
Tot i que Cassavetes és el dolent en les pel·lícules dels altres, en les que ell dirigeix fa gala de simpatia i amor cap els seus personatges, així com una gran comprensió dels seus patiments, en aquest cas els patiments d'una actriu en decadència (Gena Rowlands). Amb escenes rodades amb la presència de públic que reaccionen amb llibertat a les actuacions que veuen sobre l'escenari, exposa el drama d'una actriu que, amb gran desgast personal, aconsegueix fer seus els papers que interpreta.

## Repartiment
- Gena Rowlands: Myrtle Gordon
- John Cassavetes: Maurice Aarons
- Ben Gazzara: Manny Victor
- Joan Blondell: Sarah Goode
- Paul Stewart: David Samuels
- Zohra Lampert: Dorothy Victor
- Laura Johnson: Nancy Stein
- John Tuell: Gus Simmons
- Ray Powers: Jimmy
- Seymour Cassel (cameo)
- Peter Falk (cameo)
- Peter Bogdanovich (cameo)

## Premis[calcitació]
- Festival de Berlín 1978: Os d'argent a la millor actriu per a Gena Rowlands.